# Ацинетобактеры
Ацинетобактеры (лат. Acinetobacter) — род грамотрицательных бактерий из семейства Moraxellaceae.
Обычно очень короткие и округлые, размеры бактерий в логарифмической фазе роста составляют 1,0—1,5 × 1,5—2,5 мкм. В стационарной фазе роста они приобретают преимущественно форму кокков, располагающихся парами или в виде коротких цепочек. Большие непостоянной формы клетки и нити обнаруживаются в небольшом количестве во всех культурах, а иногда и преобладают. Спор не образуют, жгутиков не имеют, однако некоторые штаммы на плотной питательной поверхности демонстрируют «дергающуюся» подвижность. Капсулы и фимбрии могут быть, но могут и отсутствовать.
Ацинетобактеры являются хемоорганотрофами с окислительным метаболизмом. Способность использовать органические соединения в качестве источников энергии и углерода непостоянна. Ацетоин, индол, сероводород, оксидазу не образуют, каталазопозитивны. Строгие аэробы, оптимальная температура для роста 30—32 °С, pH около 7,0. Обычно резистентны к пенициллину.
Acinetobacter являются свободно живущими сапрофитами, распространены повсеместно. Могут быть причиной многих инфекционных процессов, включая менингиты и септицемии у людей и септицемии и аборты у животных.
В феврале 2017 года ВОЗ причислила ацинетобактеров к наиболее опасным бактериям в связи с их резистентностью к существующим антибактериальным препаратам.